# Estadio Tammela
El Estadio Tammela es un estadio multiusos ubicado en la ciudad de Tampere (Finlandia), utilizado especialmente para el fútbol. El estadio fue inaugurado en 1931 y es el campo de los clubes FC Ilves Tampere y TPV Tampere, que disputan la Veikkausliiga, la máxima categoría del fútbol finlandés.
La historia del estadio comenzó en 1926 cuando el ayuntamiento tomó la decisión de construir un campo de fútbol en Tammela. La construcción, sin embargo, avanzó más lentamente debido a la falta de fondos. La situación empeoró durante la recesión de finales de los años veinte y principios de los treinta. El campo se abrió en 1931, pero solo en 1937, cuando se construyó el primer stand, alcanzó una apariencia de estadio. El estadio fue remodelado y ampliado en 1993 alcanzando su actual capacidad para 5050 personas, en tribunas cubiertas para los espectadores.
En 2001, tuvo lugar el partido final de la Copa de Finlandia entre el Atlantis FC de Helsinki y Tampere United (1-0), frente a 3820 espectadores. 
Hay planes para reconstruir el estadio Tammela. En diciembre de 2013, comenzó un concurso de diseño, ganado por JKMM Architects en 2014. El nuevo estadio de fútbol proporcionará 7250 plazas cubiertas, 170 apartamentos y cerca de 7000 m² de oficinas y locales comerciales, así como instalaciones de estacionamiento subterráneos. El campo de juego sería girado 90 °.